# Александар Блажевић
Александар Блажевић (Београд, 1967) српски је писац. У својим причама комбинује елементе соцреалистичке поетике са фантастиком, често се бавећи искључиво метафизичким аспектима, а његови јунаци постављени су у директан однос са оностраним. Члан је Удружења књижевника Србије и Друштва књижевника Београда чији је идејни оснивач. Заступљен у периодици и антологијама.

## Објављене прозне књиге
- "Јахачи", Рад, Београд 1993.[1]
- "Апокалип" Свети Сава, Београд, 1994.
- "Александар Македонски, последњи чаробњак антике" Југословенска књига,1999.[2]
- "Приче с треће стране ума" Свети Сава, 2014.
- "Вероватно" Сазвежђа, Нови Сад, 2015.[3]
- "Нови Дракула" издање Peter Amalijeti, Ljubljana 2015.